# マシュー・ホプキンス

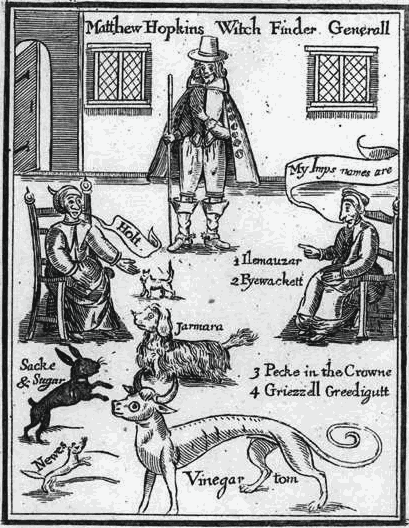
マシュー・ホプキンスが魔女と使い魔を取り調べているところ

マシュー・ホプキンス(Matthew Hopkins、1620年 - 1647年以降)は1644年から1646年にかけてサフォーク、エセックス、ノーフォークなどのイングランド東部を中心に魔女狩りを行った人物である。彼は、イギリス政府から魔女狩りを任されていると吹聴して「魔女狩り将軍」を自称し、およそ300人もの無実の人々を魔女に仕立て上げて処刑、多額の収益を得た。

## 経歴
マシューは、清教徒の牧師ジェイムズ・ホプキンスの息子としてサフォークで生まれた。一時は弁護士をしていたが、あまり有能ではなかったようで、生活に必要な収入が得られず、地元で魔女集会が行なわれたのを機に魔女狩りを生業とするようになった。彼が魔女狩りにおいて違法すれすれの手段をよく用いたのは、法律に精通していたからだと言われている。
彼はジョン・スターンとメアリー・フィリップスという男女二人の部下を連れて、イングランド東部各地を巡回して魔女狩りを行なった。後に彼が出版した『魔女の発見』と題する小冊子によれば、当時の魔女発見業務の一般的な手数料以上の料金は請求しなかったと言うが、実際には彼が魔女狩りを行なう時には地元住民から特別徴税を行い、庶民の年収に相当する20ポンド前後の大金を受け取ったとする記録もあり、彼が魔女狩り業務に従事していた3年弱の間に稼いだ金額は数百ポンドとも1000ポンドとも伝えられる。
彼が告発して処刑された魔女の人数はおよそ300人とされる。イングランド全体で魔女として死刑になった者は1000人ほどであるから、およそ3分の1がホプキンスの手にかかった事になる。彼がこれほどの「成果」を上げ得たのは、住民からの特別徴税からもわかるように、地元行政からの後押しがあったからでもある。
しかし後述するように、ホプキンスが用いた方法は不正が多く、多数の無実の人を魔女としてでっち上げ、処刑して多額の料金を得るというものであった。そのため、彼の主張ややり方を非難する人たちが現れた。ジョン・ゴール牧師はホプキンスを批判して、その尋問の残虐さや違法性をあばく証拠を集め、告発状を出した。これによってホプキンスは信用を失い、1646年末頃には魔女狩り将軍は廃業へと追い込まれた。1647年に書いた『魔女の発見』は、こうした世間の批判に対する釈明の意味もある。
彼の没年やその状況ははっきりしない。彼自身が魔女とされて「水責め」を受けて殺されたとする説もあるが、実際は病死（結核?）したようである。

## 魔女狩りの方法
彼は町や村、もしくはその近郊に住む女性で、貧しく教養がない、あるいは友人が少ないといった特徴のある者を選んで魔女に仕立て上げていた。隣近所との交際も乏しい孤立した人は、代償として犬や猫などのペットを飼っていることが多いため、それを使い魔であるとでっち上げて魔女の証拠にする場合もあった。
当時のイングランドの法律では拷問が禁止されていたため、彼は様々に工夫を凝らし、違法すれすれのやり方を用いた。主な手段は、容疑者を長期間眠らせず部屋の中で歩行を続けさせ、疲労のため意識がもうろうとなった状態で誘導尋問を行ない、魔女であるとの自白を引き出すというものである。それでも効果がない時は、魔女判別方法として知られていた「水責め」（スイミングと呼ばれる）を用いた。当時、水は聖なるもので魔女を受け入れないので、魔女は水に浮くという言い伝えがあり、魔女と疑われる人物を紐で縛り上げ、水に入れて浮かべば有罪、沈めば無罪とする方法であった。しかし、有罪ならばもちろん死刑、無罪となっても溺死する事が多く、当然公正ではない手法である。それでもホプキンスが水責めを行なうことが出来たのは、彼が「確実に人を水に浮かばせることが出来た」ためであった。むろん、何らかのトリックを用いたことは疑う余地がない。

さらに、ホプキンスは「針刺し」と呼ばれる方法も使用した。魔女は悪魔との契約の証しとして体のどこかにマークを付けられ、その箇所は針を刺しても痛みがなく血も出ないと考えられていたので、魔女の容疑者の全身に針を刺してマークを探す作業が広く行なわれた。

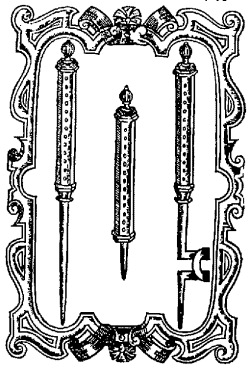

そのため針刺しを専門に実施する業者が各地で開業し、ホプキンスもその一人であった。しかし彼らの中には作為をして無実の人を魔女に仕立て上げる場合が少なくなかった。右の図は針刺しに用いられた針で、左側のものが初期に用いられたものである。中央のものは容疑者の体に押し当てると針の部分が柄の中に引っ込む仕掛けになったおり、結果として痛みも出血もない魔女マークの発見、となる。右はそのような偽りを防止するために工夫された型である。ホプキンスもこのような不正で多くの魔女を捏造し、多額の報酬を得た。

## 補足
現代にはホプキンス自身が残した著作と、ジョン・ゴール牧師らが配布した資料、すなわち魔女狩りの推進者と反対派の双方の資料が残っており、魔女狩りを知る上で貴重な情報源となっている。